# Eliza Scanlen

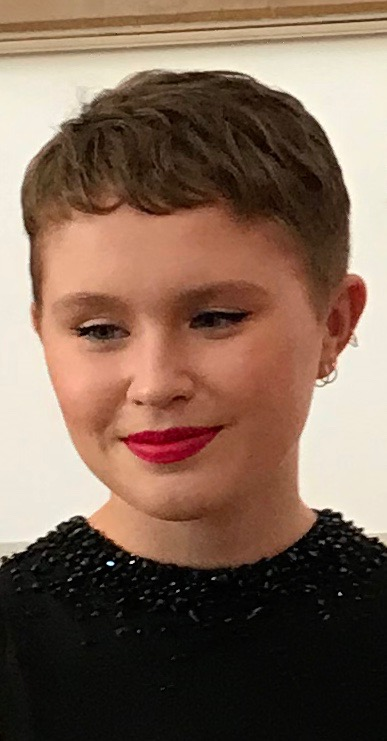
Eliza Scanlen (2019)

Eliza Scanlen (* 6. Januar 1999 in Sydney, New South Wales) ist eine australische Schauspielerin.

## Leben
Eliza Scanlen wurde in Sydney geboren, hat eine Zwillingsschwester und erhielt als Kind mehrere Jahre Klavierunterricht. 2016 schloss sie die High School ab.
Während des Besuchs der High School erhielt sie die Rolle der Tabitha Ford in der australischen Seifenoper Home and Away. 2018 hatte sie im Kurzfilm Grace die Titelrolle, für die sie am St. Kilda Film Festival in der Kategorie Best Actor nominiert war. In der HBO-Miniserie Sharp Objects verkörperte sie die Rolle der Amma Crellin, an der Seite von Patricia Clarkson als ihre Filmmutter Adora und Amy Adams als ihre ältere Halbschwester Camille Preaker. Von Australians in Film (AiF) wurde sie 2018 mit dem Screen Australia Breakthrough Award ausgezeichnet.
In Little Women von Greta Gerwig, basierend auf dem gleichnamigen Roman von Louisa May Alcott über die vier Schwestern Meg, Jo, Beth und Amy March, spielte sie die Rolle der Beth. Emma Watson, Saoirse Ronan und Florence Pugh verkörperten ihre Filmschwestern. Anfang 2019 stand sie für Dreharbeiten zu The Devil All the Time von Antônio Campos mit Tom Holland und Mia Wasikowska vor der Kamera, wo sie die Rolle der Lenora Laferty verkörperte. Mit der Sydney Theatre Company feierte sie im Juli 2019 in Lord of the Flies als Eric in einer Inszenierung von Kip Williams an der Seite von Mia Wasikowska als Ralph Premiere.
Im bei den Internationalen Filmfestspielen von Venedig 2019 im Wettbewerb um den Goldenen Löwen uraufgeführten Film Milla Meets Moses (Originaltitel Babyteeth) von Shannon Murphy verkörperte sie die weibliche Hauptrolle der krebskranken Teenagerin Milla Finlay. Für ihre Darstellung der Milla wurde sie 2020 mit einem AACTA Award als beste Hauptdarstellerin ausgezeichnet.

## Filmografie (Auswahl)
- 2015: A Class Act – Let Them Eat Cake (Fernsehserie)
- 2016: Lacuna (Kurzfilm)
- 2016: Home and Away (Fernsehserie, 15 Episoden)
- 2018: Grace (Kurzfilm)
- 2018: Love and Other Places (Kurzfilm)
- 2018: Sharp Objects (Fernsehserie, 8 Episoden)
- 2019: Little Women
- 2019: Milla Meets Moses (Babyteeth)
- 2020: The Devil All the Time
- 2021: Old
- 2021: Fires (Mini-Serie)
- 2022: The First Lady (Fernsehserie, zwei Episoden)
- 2023: The Starling Girl
- 2024: Caddo Lake
- 2025: Dope Girls (Fernsehserie)

## Auszeichnungen und Nominierungen
Australians in Film 2018
- Screen Australia Breakthrough Award[6]

St. Kilda Film Festival 2018
- Nominierung als beste Schauspielerin für Grace[12]

AACTA Awards 2020
- Beste Hauptdarstellerin für Milla Meets Moses[11]

AACTA International Awards 2021
- Nominierung als beste Hauptdarstellerin für Milla Meets Moses[13]

Chlotrudis Awards 2021
- Nominierung in der Kategorie Beste Hauptdarstellerin für Milla Meets Moses[14]